# Graffenrieda gentlei
Graffenrieda gentlei là một loài thực vật có hoa trong họ Mua. Loài này được Lundell mô tả khoa học đầu tiên năm 1968.